# Àssad ibn Sàman-khudà
Àssad ibn Sàman-khudà o Samankoda (segle viii) fou l'ancestre de la dinastia samànida; era fill de Sàman-khudà un terratinent local (dehqan) de la vila de Saman al districte de Balkh. L'erudit persa Al-Biruní (973 - 1048) remunta la seva genealogia quatre generacions, de Sàman-khudà al sassànida Vararanes Chobin; la seva vinculació als sassànides fou generalment acceptada pels contemporanis, tot i que amb tota probabilitat no és certa. Sàman-khudà es va convertir per obra d'Asad ben Abd Allah al-Kasri, governador del Khurasan (vers 723-727 i 735-738) i va donar al seu fill el nom del governador.
Àssad va tenir quatre fills, Nuh, Àhmad, Yahya i Ilyas, tots els quals van exercir governs locals al Tukharistan i Transoxiana nomenats per Ghassan ibn Abbad (817-820) governador de Khurasan pel califa Al-Mamun.